# Cleocnemis rosea
Cleocnemis rosea är en spindelart som beskrevs av Cândido Firmino de Mello-Leitão 1944. 
Cleocnemis rosea ingår i släktet Cleocnemis och familjen snabblöparspindlar. Inga underarter finns listade i Catalogue of Life.